# Jarzębia Łąka
Jarzębia Łąka is een plaats in het Poolse district  Wołomiński, woiwodschap Mazovië. De plaats maakt deel uit van de gemeente Tłuszcz en telt 570 inwoners.

## Verkeer en vervoer
- Station Jarzębia Łąka